# Vermontia
Vermontia thoracica es una especie de araña araneomorfa de la familia Linyphiidae. Es el único miembro del género monotípico Vermontia.

## Distribución
Se encuentra en Estados Unidos, Canadá y Rusia asiática.